# مشروحه
مشروحه (به عربی: المشروحة) یک شهرداری در الجزایر است که در استان سوق اهراس واقع شده‌است.